# Sina Frei
Sina Frei (Männedorf, 18 de julio de 1997) es una deportista suiza que compite en ciclismo, en la modalidades de montaña, ruta y grava.
Participó en dos Juegos Olímpicos de Verano, en los años 2020 y 2024, obteniendo una medalla de plata en Tokio 2020, en la prueba de campo a través.
Ganó siete medallas en el Campeonato Mundial de Ciclismo de Montaña entre los años 2016 y 2021, una medalla de plata en el Campeonato Mundial de Ciclismo de Montaña en Maratón de 2024, y dos medallas en el Campeonato Europeo de Ciclismo de Montaña, en los años 2018 y 2019. En los Juegos Europeos de Cracovia 2023 consiguió una medalla de bronce en la prueba individual.
Además, obtuvo una medalla de plata en el Campeonato Mundial de Ciclismo en Grava de 2022 y una medalla de oro en el Campeonato Europeo de Ciclismo en Grava de 2024.

## Medallero internacional
| Juegos Olímpicos   | Juegos Olímpicos             | Juegos Olímpicos  | Juegos Olímpicos           |
| Año                | Lugar                        | Medalla           | Competición                |
| ------------------ | ---------------------------- | ----------------- | -------------------------- |
| 2020               | Tokio (Japón)                | Medalla de plata  | Campo a través             |
| Campeonato Mundial |                              |                   |                            |
| Año                | Lugar                        | Medalla           | Competición                |
| 2016               | Nové Město (República Checa) | Medalla de bronce | Campo a través por relevos |
| 2017               | Cairns (Australia)           | Medalla de oro    | Campo a través por relevos |
| 2018               | Lenzerheide (Suiza)          | Medalla de oro    | Campo a través por relevos |
| 2019               | Mont-Sainte-Anne (Canadá)    | Medalla de oro    | Campo a través por relevos |
| 2020               | Leogang (Austria)            | Medalla de bronce | Campo a través por relevos |
| 2021               | Val di Sole (Italia)         | Medalla de oro    | Campo a través corto       |
| 2021               | Val di Sole (Italia)         | Medalla de bronce | Campo a través             |
| Juegos Europeos    |                              |                   |                            |
| Año                | Lugar                        | Medalla           | Competición                |
| 2023               | Krynica-Zdrój (Polonia)      | Medalla de bronce | Campo a través             |
| Campeonato Europeo |                              |                   |                            |
| Año                | Lugar                        | Medalla           | Competición                |
| 2018               | Graz (Austria)               | Medalla de plata  | Campo a través por relevos |
| 2019               | Brno (República Checa)       | Medalla de oro    | Campo a través por relevos |

| Campeonato Mundial | Campeonato Mundial        | Campeonato Mundial | Campeonato Mundial |
| Año                | Lugar                     | Medalla            | Competición        |
| ------------------ | ------------------------- | ------------------ | ------------------ |
| 2024               | Snowshoe (Estados Unidos) | Medalla de plata   | Campo a través     |

| Campeonato Mundial | Campeonato Mundial | Campeonato Mundial | Campeonato Mundial |
| Año                | Lugar              | Medalla            | Competición        |
| ------------------ | ------------------ | ------------------ | ------------------ |
| 2022               | Véneto (Italia)    | Medalla de plata   | Individual         |
| Campeonato Europeo |                    |                    |                    |
| Año                | Lugar              | Medalla            | Competición        |
| 2024               | Asiago (Italia)    | Medalla de oro     | Individual         |

## Palmarés
2018
- 2.ª en el Campeonato de Suiza en Ruta

2022
- 2.ª en el Campeonato de Suiza en Ruta
- 2.ª en el Campeonato Mundial de Ciclismo en Grava

2024
- Campeonato Europeo en Grava